# Ibrox Stadium
Ibrox (in origine Ibrox Park) è uno stadio della città britannica di Glasgow, in Scozia. Sede della squadra di calcio dei Rangers (anche noti impropriamente come Glasgow Rangers), si trova nel quartiere di Ibrox, sulla riva meridionale del fiume Clyde.
È nel novero degli stadi europei che hanno ricevuto le 4 stelle UEFA, il che ne fa uno degli impianti idonei a ospitare sia le finali di UEFA Champions League che del Campionato europeo di calcio per nazioni.
Lo stadio è aperto alle visite guidate.

## Storia
Lo stadio di Ibrox ospita le gare casalinghe dei Rangers dal 1899. Il 2 aprile 1902, durante l'incontro annuale contro l'Inghilterra, 25 persone rimasero uccise e oltre 300 ferite a causa del crollo di una tribuna in legno, in quello che all'epoca fu il peggior disastro della storia del calcio.
Dal 1929 iniziò la ricostruzione dello stadio nella forma in cui è conosciuto oggi. In quell'anno, l'ingegnere civile scozzese Archibald Leitch, già responsabile del progetto degli spalti degli stadi di Arsenal, Chelsea e Tottenham (Londra), Manchester United, Everton (Liverpool) ed Aston Villa (Birmingham), progettò la tribuna centrale dello stadio di Glasgow. In seguito quel lavoro sarebbe stato giudicato uno dei più raffinati esempi di architettura applicata a un impianto sportivo: la tribuna principale di Ibrox si contraddistingue per la tipica cifra stilistica di Leitch, in particolare per le balaustre in ferro incrociato. Una volta terminata la tribuna centrale, Ibrox divenne il più grande stadio del Regno Unito dopo quello di Hampden Park, anch'esso di Glasgow. Nel 1939 fu registrato il record - mai più eguagliato per gare di campionato nel Regno Unito - di 118 567 spettatori per il derby contro il Celtic.
Lo stadio rimase fondamentalmente invariato per circa mezzo secolo, finché alla fine degli anni settanta si procedette alla ristrutturazione delle altre tribune a seguito di un nuovo disastro, avvenuto nel 1971, in cui 66 persone persero la vita (e altre 200 rimasero ferite) schiacciate dalla folla su una scalinata che portava all'esterno. I lavori di ristrutturazione si protrassero fino alla metà degli anni ottanta e consistettero nella distruzione delle due tribune adiacenti, e di quella frontale, a quella già esistente e progettata da Leitch. Fu sbancato il terreno circostante e ricostruita l'intera struttura dalle fondamenta. Le due tribune laterali (la Copland Stand, sul lato est dell'impianto, e la Broomloan, ad essa opposta) ospitano 7 500 spettatori ciascuno. La nuova tribuna opposta a quella centrale, la Govan Stand, ospita invece 11 000 posti a sedere. In totale, il nuovo stadio, una volta terminati gli interventi necessari alla sua messa in sicurezza, fu capace di ospitare 44 000 spettatori, un numero considerevolmente inferiore ai circa 85 000 che era abituato a contenere prima della ristrutturazione: tuttavia, Ibrox non fece altro che precedere tutti gli altri stadi del Regno Unito, destinati, con una legge del 1989, a essere trasformati in impianti con posti solo a sedere e con elevati standard di sicurezza.
A metà degli anni novanta una serie di ulteriori modificazioni fu adottata per aumentare la sicurezza dell'impianto: fu aggiunto un terzo anello nel 1995, il Club Deck, sopra la vecchia tribuna centrale di Leitch e furono eliminati gli ultimi posti in piedi. Oggi lo stadio può ospitare 50 987 spettatori, tutti a sedere. Al termine dell'ultima ristrutturazione, del 1997, lo stadio fu ufficialmente rinominato Ibrox Stadium.
È allo studio un progetto dei Rangers di allargare lo stadio ad altre attività quali casinò e centro giochi polivalente, per un esborso complessivo di circa 150 milioni di sterline; inoltre, è in progetto l'ampliamento della capacità di 4 000 posti, ma si sta ancora discutendo se tale obiettivo debba essere raggiunto costruendo una tribuna supplementare oppure abbassando il campo di gioco.

## Incontri Internazionali

### Finali di Coppa delle Coppe
- Rangers 0-2  Fiorentina - (andata,17 maggio 1961).

## Galleria d'immagini

Panoramica dello stadio